# La Pannonie
Pour les articles homonymes, voir Pannonie.
La Pannonie est une ancienne commune du Lot, entre Gramat et Rocamadour, située depuis le XIXe siècle dans la commune de Couzou. Le hameau actuel s'est constitué autour du château bâti au XVe siècle et remanié aux XVIIIe et XIXe siècles.

## Toponymie
L'origine du nom « Pannonie » a fait couler beaucoup d'encre en raison de l'homonymie avec la Plaine de Pannonie en Hongrie (autrefois province romaine impériale de Pannonie). De fait, ce nom s'est imposé à proximité de Rocamadour sous l'impulsion des cisterciens d'Obazine (Abbaye d'Aubazine). Pour s'implanter à côté de la cité de pèlerinage, les moines ont acquis des droits sur des terres soit par dons et legs, soit par achat. Ces lieux étaient déjà nommés par les habitants. Toutefois, lorsque les religieux réorganisèrent leurs domaines, il leur arriva d'opter pour de nouveaux termes.
Vers le milieu du XIIIe siècle, la grange cistercienne de La Pannonie fut ainsi construite à côté du village ruiné de Saint-Circ ou Saint-Cyr d'Alzou, qui existait antérieurement à l'arrivée des moines.
Pourquoi "La Pannonie"?
- L'hypothèse fantaisiste du dieu Pan venant se divertir dans le bois de la Pannonie

Des amateurs de mythologie ont proposé le dieu Pan pour expliquer ce nom de lieu si particulier.
- La dévotion pour la patronne des dentistes, sainte Apollonie

Des chrétiens fervents, priant sainte Apollonie, ont pu transmettre ce nom en appelant ce village l'Apollonie, puis La Palonie, et enfin La Pannonie avec le passage du patois local au français.
- Une famille Panho

présente à Gramat au XIVe siècle, cette famille avait pu laisser son nom au domaine, comme les Hébrard ont donné leur nom à l'Hébrardie. Gaston Bazalgues définit La Pannonie comme une terre appartenant au chevalier Panhon ou Panon.
- Des cisterciens hongrois

Le réseau cistercien a aussi pu indiquer à des frères convers hongrois qu'une grange d'Obazine avait besoin d'hommes. Des vagues migratoires ont alors peuplé le Quercy, et cette hypothèse ne peut être exclue, même si aucune preuve ne la confirme.
- Le droit de panage

Dérivé du bas-latin panagium, ce droit autorisait un fermier à amener ses porcs sous les chênes pour les nourrir de glands. Par déformation linguistique, le mot aurait pu donner le nom actuel de Pannonie.

## Géographie
Sur le causse de Gramat, à proximité de la vallée de l'Alzou (Ouysse), La Pannonie est aujourd'hui un hameau rattaché à Couzou, entre les communes de Gramat et de Rocamadour. Situé dans le périmètre du Parc naturel régional des Causses du Quercy, le site est aussi reconnu par le Réseau Natura 2000.
Les prés ou le bois de la Pannonie sont habituellement fermés par des murets de pierre sèche. Cette tradition est ancienne. Et des contrats de fermage du XIXe siècle montrent que les fermiers se devaient de bâtir plusieurs dizaines de mètres de mur chaque année. Cet effort annuel permettait de dépierrer les terres avant les labours, d'ériger ces solides clôtures pour parquer le bétail, et de remplacer les pierres gelées qui avaient éclaté.

## Histoire
- L'ancien oppidum de Saint-Cyr d'Alzou, ruiné à la fin du XIIe siècle

Vers la fin du XIIe siècle, l'oppidum de Saint-Cyr d'Alzou est attaqué par des bandes de brigands qui font fuir le seigneur et sa famille. Certains historiens ont proposé la date de 1183, lorsque le prince Plantagenêt Henri le Jeune, second fils d'Henri au Court Mantel, vint piller Rocamadour avant de mourir à Martel, non loin de là. Cette famille de Saint-Cyr (ou de San-Circ) se réfugia chez leur suzerain, seigneur de Thégra; et c'est dans ce fief que le jeune Uc (ou Hugues) naquit. D'abord poussé vers une carrière ecclésiastique (lot commun à beaucoup d'enfants de famille pauvre), il préféra poursuivre une vie de troubadour qui fit sa renommée.
- La dernière grange cistercienne d'Obazine autour de Rocamadour

Au cours du XIIIe siècle, l'abbaye d'Obazine (Aubazine) restructura son organisation autour de Rocamadour. En plus de ces granges aux Alix (hameau de Rocamadour), à Calès, à Couzou, à Carlucet, près de Séniergues, à Bonnecoste, elle fit bâtir celle de La Pannonie.
- Le causse de Gramat ravagé par la guerre de Cent Ans, les famines et les épidémies

Le XIVe siècle voit le causse de Gramat se dépeupler peu à peu. Les mauvaises récoltes ont causé des famines, facilitant les épidémies comme la peste noire. En outre, cette zone frontalière avec l'Aquitaine anglaise n'est pas épargnée par les aléas de la guerre de Cent Ans, et par les pillages des Grandes Compagnies.
- Le premier château de la Pannonie, construit dans la seconde moitié du XVe siècle

Après la guerre, l'abbé d'Obazine préféra arrenter (louer) ses domaines. La plupart furent choisis par de riches bourgeois qui construisirent là des repaires, sortes de petits châteaux fortifiés. Ce furent les Lagrange, marchands de Rocamadour et propriétaires du château de la Caretta, qui commandèrent la construction du premier château de la Pannonie. Les travaux ont duré de la seconde moitié du XVe siècle jusqu'au début du XVIe siècle. Les de Lagrange gardèrent leur seigneurie jusqu'au XVIIe siècle, où ils durent la vendre pour éponger leurs dettes. 
- Les Vidal de Lapize, maîtres d'œuvre du second château de la Pannonie

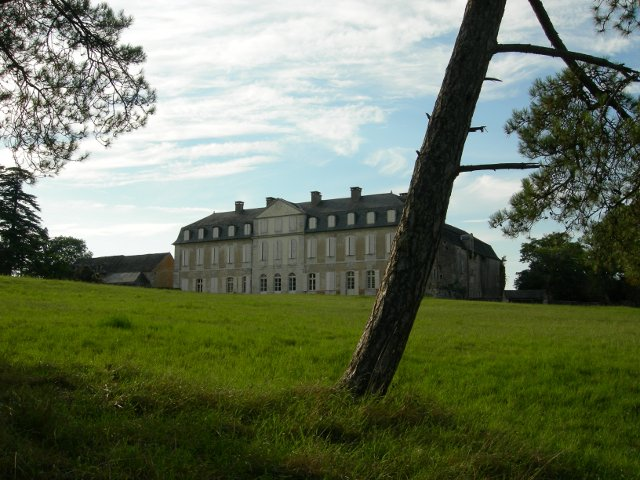
Château de la Pannonie

Leurs successeurs, les Vidal de Lapize, transformèrent leur château de façon spectaculaire. Ce chantier fut l'un des plus importants du XVIIIe siècle dans le Lot. Des plans, des croquis venus de Paris inspirèrent l'architecture classique avec fronton central, ainsi que les formes du mobilier de "style Louis XV", et les gypseries de style rocaille (44° 46′ 38″ N, 1° 39′ 18″ E).
- L'aide précieuse de la population lors de la Révolution française

Heureux dans leur agréable château de La Pannonie, les Vidal de Lapize eurent à souffrir de la période révolutionnaire. Ce sont les filles du seigneur qui réussirent à racheter le château, alors que leur père et leurs frères aînés étaient émigrés. Elles bénéficièrent du soutien matériel et humain de leurs fermiers qui protégèrent le domaine durant leur absence; et bien que sérieusement appauvrie, cette famille parvint à maintenir son bien en état.
- D'autres travaux d'embellissement et de restauration à la fin du XIXe siècle

À la fin du XIXe siècle, Charles de La Pannonie, apporta quelques modifications au château et au parc, faisant notamment installer trois bassins et une grille d'entrée.

## Personnages célèbres
- Le troubadour Uc de Saint-Circ, XIIIe siècle, natif de Thégra mais dont le père était vavasseur de Saint-Cyr près de la Pannonie.
- Jean Vidal de Lapize (1682 - 1755), seigneur de La Pannonie, de Laval, de Saint-Projet et d'autres lieux, se distingua dans la magistrature : avocat au siège de Cahors dans sa jeunesse, Garde des sceaux au Parlement de Toulouse, lieutenant général en la sénéchaussée de Gourdon en 1720[2].
- Antoine Vidal de Lapize (1722 - après 1781), seigneur de La Pannonie, de Saint-Projet, de Laval, du Bastit, d'Auzac et d'Hugounoux, surnommé le "Père des Pauvres"[3].
- L'abbé de Lapize La Pannonie (rescapé des massacres de septembre 1792 à la prison des Carmes), qui vécut la Terreur à Paris, et dont le témoignage alimenta les récits de la Contre-Révolution[4].
- Marie-Thérèse et Marie-Jeanne de Lapize de la Pannonie, "tantes de la Pannonie" qui rachetèrent le château après sa nationalisation pendant la Révolution française.
- Jacques Pélaprat, domestique, dont le souvenir est conservé par la "maison de Jacques", dépendance du château.
- Charles Vidal de Lapize de la Pannonie, surnommé le "bon Monsieur Charles".
- Georges Vialètes de Mortarieu, baron marié avec Marie-Thérèse de Lapize de la Pannonie.